# Tour de Norvège féminin 2016
La 3e édition du Tour de Norvège féminin a lieu du 12 août au 14 août 2016. La course fait partie du calendrier UCI féminin en catégorie 2.1. 
Nicole Hanselmann remporte la première étape détachée et prend la tête du classement général. Le lendemain, Lucinda Brand gagne avec près d'une minute d'avance et obtient ainsi une avance importante au classement général. Sur la dernière étape, Anouska Koster s'impose dans un sprint réduit. Au classement général final, Lucinda Brand devance ses coéquipières Thalita de Jong et Anouska Koster. Cette dernière est première du classement par points. Thalita de Jong est la meilleure jeune. Cecilie Uttrup Ludwig gagne le classement de la montagne. Enfin, Rabo Liv Women gagne le classement de la meilleure équipe.

## Équipes
Huit équipes professionnelles, trois sélections nationales et sept équipes amateurs prennent le départ. Les Jeux olympiques au même moment explique la faible présence des meilleures équipes.
| Équipes féminines professionnelles (8)- Cervélo Bigla - BMS BIRN - Cylance - Drops - Hitec Products - Lensworld-Zannata - Podium Ambition-Club La Santa - Rabo Liv Women Équipes nationales (3)- Finlande - Norvège - Suède Équipe féminines amateur (3)- Maxx-Solar - Swaboladies,nl - Crescent D.A.R.E Équipes régionales et de clubs (4)- Bryne Cykleklubb - CK Victoria - Region Sør - Region Øst |
| |

| Équipes régionales | Équipes régionales | Équipes régionales |
| Nom de l'équipe    | Pays               | Code               |
| ------------------ | ------------------ | ------------------ |
| Region Øst         | Norvège            |                    |
| Region Sør         | Norvège            |                    |

## Étapes
| Étape     | Date    | Villes étapes        | type            | Distance (km) | Vainqueur d'étape | Leader du classement général |
| --------- | ------- | -------------------- | --------------- | ------------- | ----------------- | ---------------------------- |
| 1re étape | 12 août | Halden – Fredrikstad | étape de plaine | 71,1          | Nicole Hanselmann | Nicole Hanselmann            |
| 2e étape  | 13 août | Mysen – Sarpsborg    | étape vallonnée | 96            | Lucinda Brand     | Lucinda Brand                |
| 3e étape  | 14 août | Strömstad – Halden   | étape vallonnée | 101,8         | Anouska Koster    | Lucinda Brand                |

## Déroulement de la course

### 1reétape
| \| Classement de l'étape \| Classement de l'étape \| Classement de l'étape \| Classement de l'étape \| Classement de l'étape \| \| Coureur \| Coureur \| Pays \| Équipe \| Temps \| \| --------------------- \| ------------------------- \| --------------------- \| ----------------------------- \| --------------------- \| \| 1re \| Nicole Hanselmann \| Suisse \| Cervélo Bigla \| 1 h 43 min 17 s \| \| 2e \| Thalita de Jong \| Pays-Bas \| Rabo Liv Women \| + 9 s \| \| 3e \| Lucinda Brand \| Pays-Bas \| Rabo Liv Women \| + 14 s \| \| 4e \| Susanne Andersen \| Norvège \| Norvège \| + 14 s \| \| 5e \| Maria Giulia Confalonieri \| Italie \| Lensworld-Zannata \| + 14 s \| \| 6e \| Christina Siggaard \| Danemark \| BMS BIRN \| + 14 s \| \| 7e \| Camilla Møllebro Pedersen \| Danemark \| BMS BIRN \| + 14 s \| \| 8e \| Sara Mustonen \| Suède \| Suède \| + 14 s \| \| 9e \| Carmen Small \| États-Unis \| Cylance \| + 14 s \| \| 10e \| Beate Zanner \| Allemagne \| maxx-solar women cycling team \| + 14 s \| |                           |            |                               |                 |
| |                           |            |                               |                 |
| Source : ProCyclingStats |                           |            |                               |                 |
| Classement de l'étape |                           |            |                               |                 |
| Coureur | Coureur                   | Pays       | Équipe                        | Temps           |
| 1re | Nicole Hanselmann         | Suisse     | Cervélo Bigla                 | 1 h 43 min 17 s |
| 2e | Thalita de Jong           | Pays-Bas   | Rabo Liv Women                | + 9 s           |
| 3e | Lucinda Brand             | Pays-Bas   | Rabo Liv Women                | + 14 s          |
| 4e | Susanne Andersen          | Norvège    | Norvège                       | + 14 s          |
| 5e | Maria Giulia Confalonieri | Italie     | Lensworld-Zannata             | + 14 s          |
| 6e | Christina Siggaard        | Danemark   | BMS BIRN                      | + 14 s          |
| 7e | Camilla Møllebro Pedersen | Danemark   | BMS BIRN                      | + 14 s          |
| 8e | Sara Mustonen             | Suède      | Suède                         | + 14 s          |
| 9e | Carmen Small              | États-Unis | Cylance                       | + 14 s          |
| 10e | Beate Zanner              | Allemagne  | maxx-solar women cycling team | + 14 s          |

| \| Classement général \| Classement général \| Classement général \| Classement général \| Classement général \| \| Coureur \| Coureur \| Pays \| Équipe \| Temps \| \| ------------------ \| ------------------------- \| ------------------ \| ------------------ \| ------------------ \| \| 1re \| Nicole Hanselmann \| Suisse \| Cervélo Bigla \| 1 h 43 min 06 s \| \| 2e \| Thalita de Jong \| Pays-Bas \| Rabo Liv Women \| + 14 s \| \| 3e \| Lucinda Brand \| Pays-Bas \| Rabo Liv Women \| + 21 s \| \| 4e \| Emilie Moberg \| Norvège \| Hitec Products \| + 22 s \| \| 5e \| Anouska Koster \| Pays-Bas \| Rabo Liv Women \| + 22 s \| \| 6e \| Christina Siggaard \| Danemark \| BMS BIRN \| + 23 s \| \| 7e \| Carmen Small \| États-Unis \| Cylance \| + 23 s \| \| 8e \| Rachele Barbieri \| Italie \| Cylance \| + 24 s \| \| 9e \| Susanne Andersen \| Norvège \| Norvège \| + 25 s \| \| 10e \| Maria Giulia Confalonieri \| Italie \| Lensworld-Zannata \| + 25 s \| |                           |            |                   |                 |
| |                           |            |                   |                 |
| Source : ProCyclingStats |                           |            |                   |                 |
| Classement général |                           |            |                   |                 |
| Coureur | Coureur                   | Pays       | Équipe            | Temps           |
| 1re | Nicole Hanselmann         | Suisse     | Cervélo Bigla     | 1 h 43 min 06 s |
| 2e | Thalita de Jong           | Pays-Bas   | Rabo Liv Women    | + 14 s          |
| 3e | Lucinda Brand             | Pays-Bas   | Rabo Liv Women    | + 21 s          |
| 4e | Emilie Moberg             | Norvège    | Hitec Products    | + 22 s          |
| 5e | Anouska Koster            | Pays-Bas   | Rabo Liv Women    | + 22 s          |
| 6e | Christina Siggaard        | Danemark   | BMS BIRN          | + 23 s          |
| 7e | Carmen Small              | États-Unis | Cylance           | + 23 s          |
| 8e | Rachele Barbieri          | Italie     | Cylance           | + 24 s          |
| 9e | Susanne Andersen          | Norvège    | Norvège           | + 25 s          |
| 10e | Maria Giulia Confalonieri | Italie     | Lensworld-Zannata | + 25 s          |

### 2eétape
| \| Classement de l'étape \| Classement de l'étape \| Classement de l'étape \| Classement de l'étape \| Classement de l'étape \| \| Coureur \| Coureur \| Pays \| Équipe \| Temps \| \| --------------------- \| ------------------------- \| --------------------- \| --------------------- \| --------------------- \| \| 1re \| Lucinda Brand \| Pays-Bas \| Rabo Liv Women \| 2 h 25 min 24 s \| \| 2e \| Susanne Andersen \| Norvège \| Norvège \| + 56 s \| \| 3e \| Thalita de Jong \| Pays-Bas \| Rabo Liv Women \| + 56 s \| \| 4e \| Christina Siggaard \| Danemark \| BMS BIRN \| + 57 s \| \| 5e \| Kaat Van der Meulen \| Belgique \| Lensworld-Zannata \| + 57 s \| \| 6e \| Cecilie Uttrup Ludwig \| Danemark \| BMS BIRN \| + 57 s \| \| 7e \| Ida Erngren \| Suède \| Crescent D.A.R.E \| + 57 s \| \| 8e \| Maria Giulia Confalonieri \| Italie \| Lensworld-Zannata \| + 57 s \| \| 9e \| Camilla Møllebro Pedersen \| Danemark \| BMS BIRN \| + 57 s \| \| 10e \| Anouska Koster \| Pays-Bas \| Rabo Liv Women \| + 57 s \| |                           |          |                   |                 |
| |                           |          |                   |                 |
| Source : ProCyclingStats |                           |          |                   |                 |
| Classement de l'étape |                           |          |                   |                 |
| Coureur | Coureur                   | Pays     | Équipe            | Temps           |
| 1re | Lucinda Brand             | Pays-Bas | Rabo Liv Women    | 2 h 25 min 24 s |
| 2e | Susanne Andersen          | Norvège  | Norvège           | + 56 s          |
| 3e | Thalita de Jong           | Pays-Bas | Rabo Liv Women    | + 56 s          |
| 4e | Christina Siggaard        | Danemark | BMS BIRN          | + 57 s          |
| 5e | Kaat Van der Meulen       | Belgique | Lensworld-Zannata | + 57 s          |
| 6e | Cecilie Uttrup Ludwig     | Danemark | BMS BIRN          | + 57 s          |
| 7e | Ida Erngren               | Suède    | Crescent D.A.R.E  | + 57 s          |
| 8e | Maria Giulia Confalonieri | Italie   | Lensworld-Zannata | + 57 s          |
| 9e | Camilla Møllebro Pedersen | Danemark | BMS BIRN          | + 57 s          |
| 10e | Anouska Koster            | Pays-Bas | Rabo Liv Women    | + 57 s          |

| \| Classement général \| Classement général \| Classement général \| Classement général \| Classement général \| \| Coureur \| Coureur \| Pays \| Équipe \| Temps \| \| ------------------ \| ------------------------- \| ------------------ \| ------------------ \| ------------------ \| \| 1re \| Lucinda Brand \| Pays-Bas \| Rabo Liv Women \| 4 h 08 min 39 s \| \| 2e \| Thalita de Jong \| Pays-Bas \| Rabo Liv Women \| + 57 s \| \| 3e \| Nicole Hanselmann \| Suisse \| Cervélo Bigla \| + 1 min 00 s \| \| 4e \| Susanne Andersen \| Norvège \| Norvège \| + 1 min 06 s \| \| 5e \| Christina Siggaard \| Danemark \| BMS BIRN \| + 1 min 07 s \| \| 6e \| Anouska Koster \| Pays-Bas \| Rabo Liv Women \| + 1 min 07 s \| \| 7e \| Carmen Small \| États-Unis \| Cylance \| + 1 min 10 s \| \| 8e \| Emilie Moberg \| Norvège \| Hitec Products \| + 1 min 10 s \| \| 9e \| Maria Giulia Confalonieri \| Italie \| Lensworld-Zannata \| + 1 min 13 s \| \| 10e \| Camilla Møllebro Pedersen \| Danemark \| BMS BIRN \| + 1 min 13 s \| |                           |            |                   |                 |
| |                           |            |                   |                 |
| Source : ProCyclingStats |                           |            |                   |                 |
| Classement général |                           |            |                   |                 |
| Coureur | Coureur                   | Pays       | Équipe            | Temps           |
| 1re | Lucinda Brand             | Pays-Bas   | Rabo Liv Women    | 4 h 08 min 39 s |
| 2e | Thalita de Jong           | Pays-Bas   | Rabo Liv Women    | + 57 s          |
| 3e | Nicole Hanselmann         | Suisse     | Cervélo Bigla     | + 1 min 00 s    |
| 4e | Susanne Andersen          | Norvège    | Norvège           | + 1 min 06 s    |
| 5e | Christina Siggaard        | Danemark   | BMS BIRN          | + 1 min 07 s    |
| 6e | Anouska Koster            | Pays-Bas   | Rabo Liv Women    | + 1 min 07 s    |
| 7e | Carmen Small              | États-Unis | Cylance           | + 1 min 10 s    |
| 8e | Emilie Moberg             | Norvège    | Hitec Products    | + 1 min 10 s    |
| 9e | Maria Giulia Confalonieri | Italie     | Lensworld-Zannata | + 1 min 13 s    |
| 10e | Camilla Møllebro Pedersen | Danemark   | BMS BIRN          | + 1 min 13 s    |

### 3eétape
| \| Classement de l'étape \| Classement de l'étape \| Classement de l'étape \| Classement de l'étape \| Classement de l'étape \| \| Coureur \| Coureur \| Pays \| Équipe \| Temps \| \| --------------------- \| ------------------------- \| --------------------- \| --------------------- \| --------------------- \| \| 1re \| Anouska Koster \| Pays-Bas \| Rabo Liv Women \| 2 h 45 min 48 s \| \| 2e \| Emilie Moberg \| Norvège \| Hitec Products \| + 0 s \| \| 3e \| Christina Siggaard \| Danemark \| BMS BIRN \| + 0 s \| \| 4e \| Thalita de Jong \| Pays-Bas \| Rabo Liv Women \| + 0 s \| \| 5e \| Sara Mustonen \| Suède \| Suède \| + 0 s \| \| 6e \| Carmen Small \| États-Unis \| Cylance \| + 4 s \| \| 7e \| Lucinda Brand \| Pays-Bas \| Rabo Liv Women \| + 9 s \| \| 8e \| Maria Giulia Confalonieri \| Italie \| Lensworld-Zannata \| + 26 s \| \| 9e \| Jeanne Korevaar \| Pays-Bas \| Rabo Liv Women \| + 30 s \| \| 10e \| Alexandra Nessmar \| Suède \| Suède \| + 30 s \| |                           |            |                   |                 |
| |                           |            |                   |                 |
| Source : ProCyclingStats |                           |            |                   |                 |
| Classement de l'étape |                           |            |                   |                 |
| Coureur | Coureur                   | Pays       | Équipe            | Temps           |
| 1re | Anouska Koster            | Pays-Bas   | Rabo Liv Women    | 2 h 45 min 48 s |
| 2e | Emilie Moberg             | Norvège    | Hitec Products    | + 0 s           |
| 3e | Christina Siggaard        | Danemark   | BMS BIRN          | + 0 s           |
| 4e | Thalita de Jong           | Pays-Bas   | Rabo Liv Women    | + 0 s           |
| 5e | Sara Mustonen             | Suède      | Suède             | + 0 s           |
| 6e | Carmen Small              | États-Unis | Cylance           | + 4 s           |
| 7e | Lucinda Brand             | Pays-Bas   | Rabo Liv Women    | + 9 s           |
| 8e | Maria Giulia Confalonieri | Italie     | Lensworld-Zannata | + 26 s          |
| 9e | Jeanne Korevaar           | Pays-Bas   | Rabo Liv Women    | + 30 s          |
| 10e | Alexandra Nessmar         | Suède      | Suède             | + 30 s          |

## Classements finals

### Classement général final
| \| Classement général \| Classement général \| Classement général \| Classement général \| Classement général \| \| Coureur \| Coureur \| Pays \| Équipe \| Temps \| \| ------------------ \| ------------------------- \| ------------------ \| ------------------ \| ------------------ \| \| 1re \| Lucinda Brand \| Pays-Bas \| Rabo Liv Women \| 6 h 54 min 36 s \| \| 2e \| Thalita de Jong \| Pays-Bas \| Rabo Liv Women \| + 45 s \| \| 3e \| Anouska Koster \| Pays-Bas \| Rabo Liv Women \| + 45 s \| \| 4e \| Christina Siggaard \| Danemark \| BMS BIRN \| + 52 s \| \| 5e \| Emilie Moberg \| Norvège \| Hitec Products \| + 55 s \| \| 6e \| Carmen Small \| États-Unis \| Cylance \| + 1 min 04 s \| \| 7e \| Sara Mustonen \| Suède \| Liv-Plantur \| + 1 min 04 s \| \| 8e \| Nicole Hanselmann \| Suisse \| Cervélo Bigla \| + 1 min 21 s \| \| 9e \| Susanne Andersen \| Norvège \| Norvège \| + 1 min 27 s \| \| 10e \| Maria Giulia Confalonieri \| Italie \| Lensworld-Zannata \| + 1 min 30 s \| |                           |            |                   |                 |
| |                           |            |                   |                 |
| Sources : ProCyclingStats Cycling Archives Cycling Quotient |                           |            |                   |                 |
| Classement général |                           |            |                   |                 |
| Coureur | Coureur                   | Pays       | Équipe            | Temps           |
| 1re | Lucinda Brand             | Pays-Bas   | Rabo Liv Women    | 6 h 54 min 36 s |
| 2e | Thalita de Jong           | Pays-Bas   | Rabo Liv Women    | + 45 s          |
| 3e | Anouska Koster            | Pays-Bas   | Rabo Liv Women    | + 45 s          |
| 4e | Christina Siggaard        | Danemark   | BMS BIRN          | + 52 s          |
| 5e | Emilie Moberg             | Norvège    | Hitec Products    | + 55 s          |
| 6e | Carmen Small              | États-Unis | Cylance           | + 1 min 04 s    |
| 7e | Sara Mustonen             | Suède      | Liv-Plantur       | + 1 min 04 s    |
| 8e | Nicole Hanselmann         | Suisse     | Cervélo Bigla     | + 1 min 21 s    |
| 9e | Susanne Andersen          | Norvège    | Norvège           | + 1 min 27 s    |
| 10e | Maria Giulia Confalonieri | Italie     | Lensworld-Zannata | + 1 min 30 s    |

### Barème des points UCI
| Position           | 1er | 2e | 3e | 4e | 5e | 6e | 7e | 8e | 9e | 10e | 11e | 12e | 13e | 14e | 15e | 16e | 17e | 18e |
| Classement général | 80  | 60 | 45 | 35 | 30 | 25 | 21 | 18 | 15 | 12  | 10  | 8   | 6   | 5   | 4   | 3   | 2   | 1   |
| Par étape          | 16  | 12 | 8  | 6  | 5  | 4  | 3  | 2  |    |     |     |     |     |     |     |     |     |     |
| Leader, par étape  | 4   |    |    |    |    |    |    |    |    |     |     |     |     |     |     |     |     |     |

### Classements annexes

#### Classement par points
| Classement par points | Classement par points | Classement par points | Classement par points | Classement par points |
| --------------------- | --------------------- | --------------------- | --------------------- | --------------------- |
|                       | Coureur               | Pays                  | Équipe                | Point(s)              |
| 1er                   | Anouska Koster        | Pays-Bas              | Rabo Liv Women        | 22 points             |
| 2e                    | Christina Siggaard    | Danemark              | BMS Birn              | 20 pts                |
| 3e                    | Thalita de Jong       | Pays-Bas              | Rabo Liv Women        | 16 pts                |
| modifier              |                       |                       |                       |                       |

#### Classement de la montagne
| Classement de la montagne | Classement de la montagne | Classement de la montagne | Classement de la montagne | Classement de la montagne |
| ------------------------- | ------------------------- | ------------------------- | ------------------------- | ------------------------- |
|                           | Coureur                   | Pays                      | Équipe                    | Point(s)                  |
| 1er                       | Cecilie Uttrup Ludwig     | Danemark                  | BMS Birn                  | 18 points                 |
| 2e                        | Anouska Koster            | Pays-Bas                  | Rabo Liv Women            | 8 pts                     |
| 3e                        | Lucinda Brand             | Pays-Bas                  | Rabo Liv Women            | 8 pts                     |
| modifier                  |                           |                           |                           |                           |

#### Classement de la meilleure jeune
| Classement de la meilleure jeune | Classement de la meilleure jeune | Classement de la meilleure jeune | Classement de la meilleure jeune | Classement de la meilleure jeune |
|                                  | Coureur                          | Pays                             | Équipe                           | Temps                            |
| -------------------------------- | -------------------------------- | -------------------------------- | -------------------------------- | -------------------------------- |
| 1er                              | Thalita de Jong                  | Pays-Bas                         | Rabo Liv Women                   | en 6 h 55 min 41 s               |
| 2e                               | Anouska Koster                   | Pays-Bas                         | Rabo Liv Women                   | +0 s                             |
| 3e                               | Christina Siggaard               | Danemark                         | BMS Birn                         | +7 s                             |
| modifier                         |                                  |                                  |                                  |                                  |

#### Classement de la meilleure équipe
| Classement de la meilleure équipe | Classement de la meilleure équipe | Classement de la meilleure équipe | Classement de la meilleure équipe | Classement de la meilleure équipe |
|                                   | Coureur                           | Pays                              | Équipe                            | Temps                             |
| --------------------------------- | --------------------------------- | --------------------------------- | --------------------------------- | --------------------------------- |
| 1er                               | Rabo Liv Women                    | Pays-Bas                          | '                                 | en 20 h 46 min 6 s                |
| 2e                                | BMS Birn                          | Danemark                          |                                   | +1 min 54 s                       |
| 3e                                | Lensworld-Zannata                 | Belgique                          |                                   | +2 min 20 s                       |
| modifier                          |                                   |                                   |                                   |                                   |

## Évolution des classements
| Étape              | Vainqueur          | Classement général | Classement par points | Classement de la montagne | Classement de la meilleure jeune | Classement de la meilleure équipe |
| ------------------ | ------------------ | ------------------ | --------------------- | ------------------------- | -------------------------------- | --------------------------------- |
| 1                  | Nicole Hanselmann  | Nicole Hanselmann  | Nicole Hanselmann     | Cecilie Uttrup Ludwig     | Thalita de Jong                  | Cervélo Bigla                     |
| 2                  | Lucinda Brand      | Lucinda Brand      | Lucinda Brand         | Cecilie Uttrup Ludwig     | Thalita de Jong                  | Rabo Liv Women                    |
| 3                  | Anouska Koster     | Lucinda Brand      | Anouska Koster        | Cecilie Uttrup Ludwig     | Thalita de Jong                  | Rabo Liv Women                    |
| Classements finals | Classements finals | Lucinda Brand      | Anouska Koster        | Cecilie Uttrup Ludwig     | Thalita de Jong                  | Rabo Liv Women                    |

## Liste des participantes
Source.